# Openkore
OpenKore é um inteligente assistente automatizado para Ragnarök Online. Ele é um programa livre, código aberto e multi-plataforma (Linux e Windows são suportados). Gravity Corp (a empresa que desenvolve Ragnarök Online) não tem nada com OpenKore, este projeto não é oficial.
No mundo do RPG, ele leva o nome de Bot, proveniente do termo em inglês "Robot", já que executa funções e comandos do jogo como se fosse o próprio jogador interagindo. Do mesmo modo, quem faz uso desse aplicativo leva o nome de Botter, ou seja, "usuário de Bot".
Na maioria dos servidores de Ragnarök Online, é terminantemente proibido fazer uso de Bot e suas punições vão desde perda de níveis e zenys (nome atribuído ao dinheiro fictício do jogo), até o banimento total da conta do jogador.
OpenKore surgiu a partir do Kore, um antigo assistente automatizado para Ragnarök Online também escrito sob licença GNU. Escrito em Perl, OpenKore comporta alguns plugins que podem ser incorporado à sua AI (Inteligência Artificial) e seus próprios usuários podem definir quais ações e comandos ele deve executar.

## História
O projeto OpenKore foi iniciado por VCL em novembro de 2003. Até aquele momento, havia o Kore original que provavelmente era o único e mais conhecido software livre de Bot para Ragnarök Online. OpenKore é baseado no Skore-revamped, que é uma versão modificada do Skore (Solos Kore), que também é uma ramificação do Kore original desenvolvido por kura. Ele foi criado como uma tentativa de unir contribuintes das ramificações do Kore original e que aconteceu de forma muito bem sucedida. Aos poucos os outros projetos de Bot para Ragnarök Online foram reduzindo gradualmente, principalmente devido falta de manutenção e desenvolvimento dos mesmos e também por causa das atualizações do lado do servidor. Muitos desenvolvedores vieram de outros projetos de Bot para Ragnarök Online que estavam inativos, por exemplo, ApezBot, Kore, Modkore, Revemu, Skore e etc. para desenvolver e contribuir com o OpenKore.
No final do ano de 2008, o projeto OpenKore era o único Bot que fornecia suporte para muitos servidores de Ragnarök Online e que contava com desenvolvimento contínuo a nível internacional. Em 4 de maio de 2008 houve uma votação para a escolha de um logotipo para OpenKore, tendo ganhado o logotipo feito por battlemode e cujo modelo é usado até hoje. A partir de 8 de novembro de 2010 as atualizações do OpenKore foram baixadas a partir do SourceForge.net mais de 6.071.820 de vezes desde a seu lançamento em 2003.
Após a liberação da versão 2.0.7 em meados de 2009, não houve mais lançamentos de versões estáveis por um longo período e a recomendação no fórum internacional do OpenKore era para usar a versão Trunk devido as atualizações dos servidores, correções de bugs e novos recursos.